# Jean de Maleplane
Jean de Maleplane (1907 - 1978) était un pilote automobile français, privé, qui évolua essentiellement sur circuits et courses de cote.

## Biographie

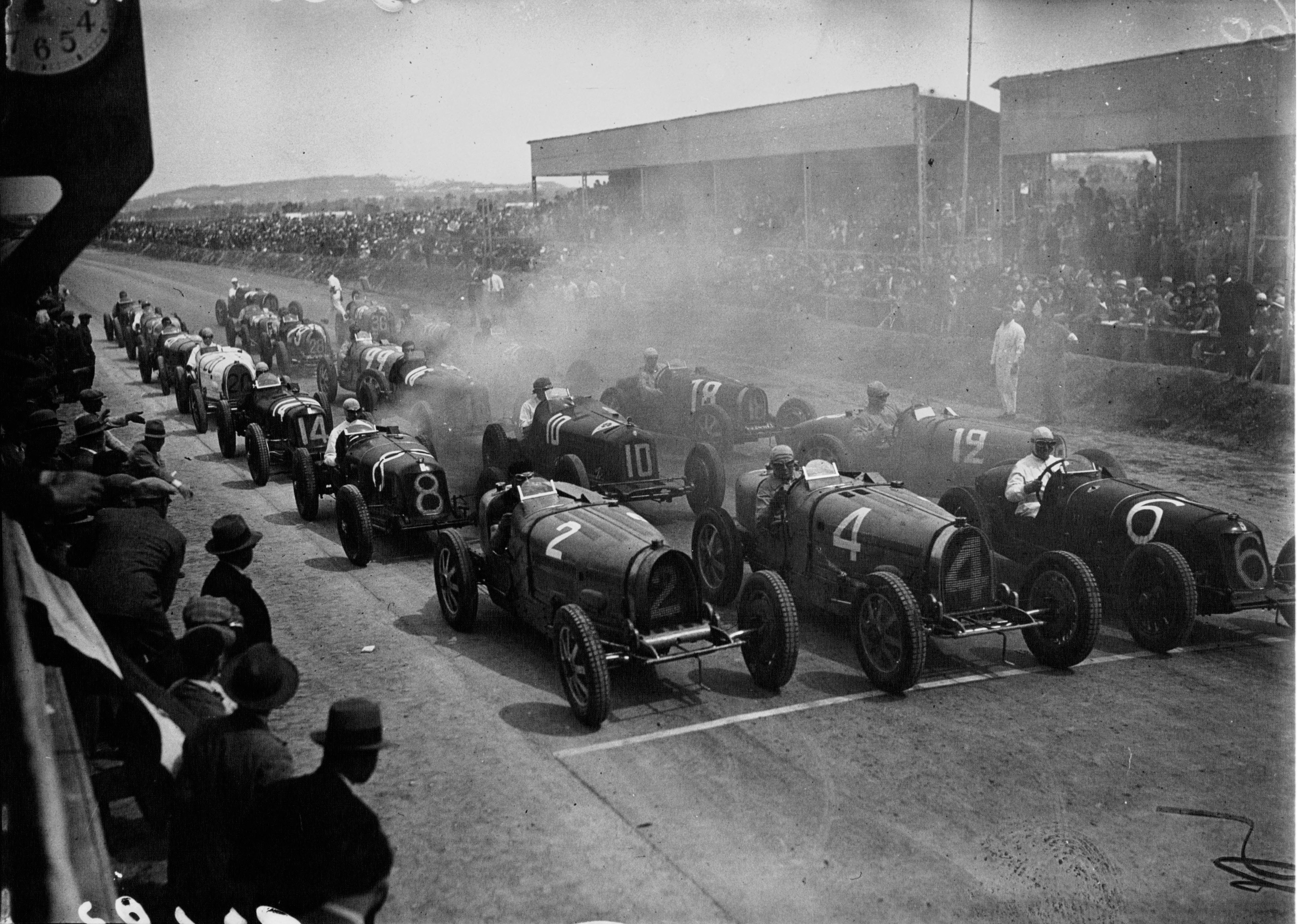
Départ du Grand Prix de Tunisie en 1932. De Maleplane termine 8e (troisième ligne, voiture no 14.

Jean Veyrier de Maleplane, né le 12 mai 1907 à Venette (Oise), est le fils de Gabriel Veyrier de Maleplane, propriétaire du château de Maleplane à Saint-Léonard-de-Noblat, et de Julie Hennet de Bernoville.
Il concourt en Grand Prix nationaux de 1925 en tant que pilote privé (première apparition à la course des voiturettes du (Grand Prix du Comminges) à 1933 (Grand Prix de Pau).
Il évolue sur voiturettes les trois premières années (1925, 1926 et 1927) En 1925 il dispute le GP du Comminges sur Bugatti T22 et fini 2e. En 1926 il dispute le GP du Comminges sur une Bucciali EB6 et abandonne pour le GP de Provence 1927 (toujours sur Bucciali EB6) à la suite d'un accrochage provoqué par R.Benoist. À la première Boulogne Motor week en 1928 il concourt toujours sur Bucciali EB6. Il achète deux Bugatti 35C en mai 1929 et en octobre de la même année à Marcel Lehoux. Il achète une Maserati Tipo 26 M 2,5 l en 1931, avec laquelle il termine sa carrière.
Il commence la compétition automobile en 1925 et termine sa carrière de pilote 8 ans plus tard en 1933. Il décroche 2 victoires en GP, le GP d’Oran sur le circuit d’Arcole en 1930 et le GP de la Marne à Reims 1931 en classe 2l. 
Il dispute 27 Grands Prix, pour 2 victoires, 2 2e place, 1 3e place, 3 4e place, 2 5e place et 2 6e place. Il est classé à dix huit reprises sur 27 Grand Prix.
Il dispute également trois courses de cote : Morlaas (Pau) en 1930 sur 4864 / Djebel Mokra (Tanger) en 1932 sur Maserati 26M / Mokra (Tanger) en 1933 sur Maserati 26M.
Il est entre autres l'ami de René Dreyfus.
Membre de l'automobile club marocain en 1938, il habite Casablanca, après avoir séjourné un temps à Biarritz à l'orée des années 1930.
Il meurt le 22 septembre 1978 à Lyon.

## Palmarès

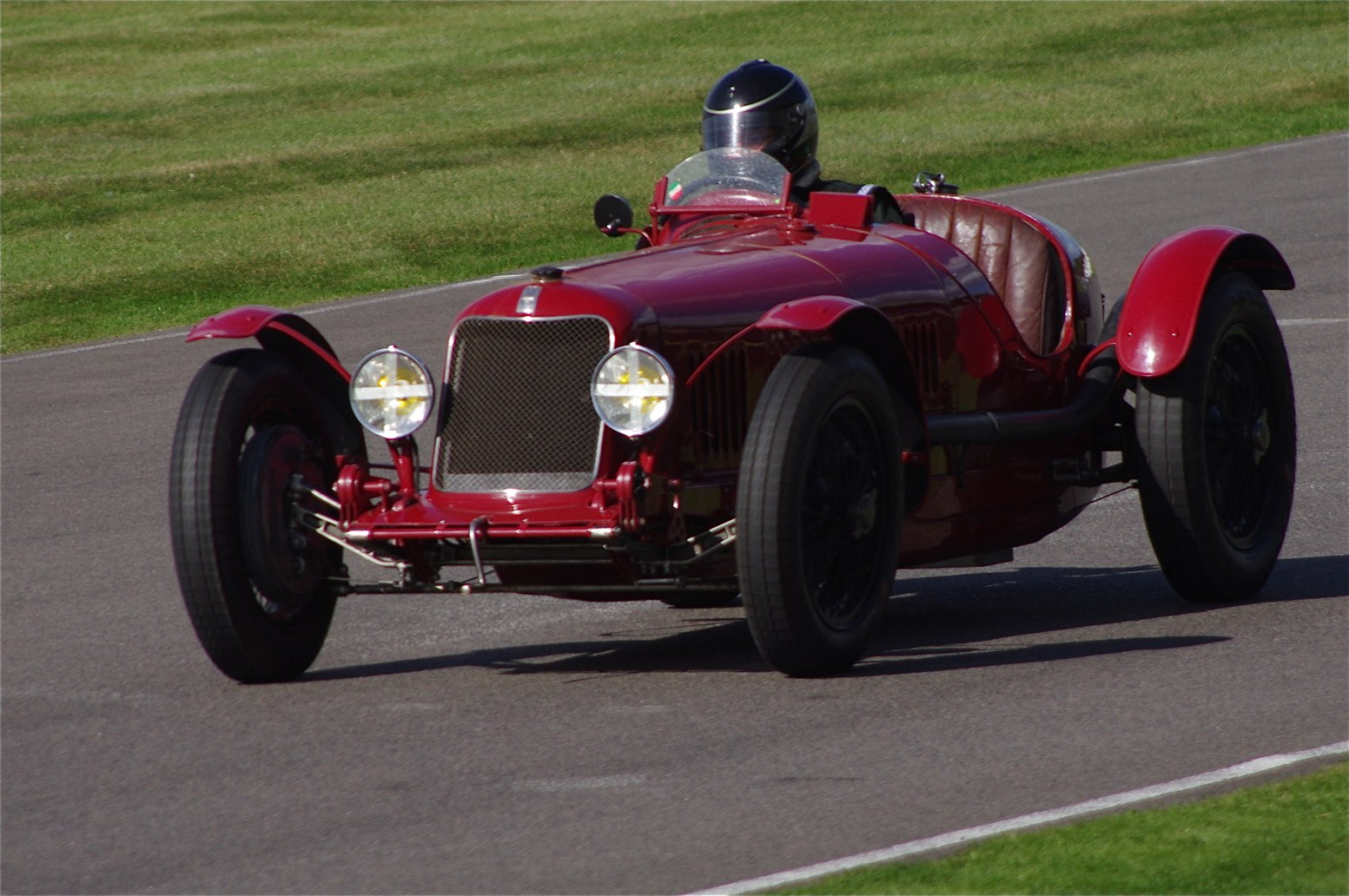
Une Maserati Tipo 26 M.

Deux victoires et deux podiums en Grand Prix (dont une de classe) et, deux podiums en voiturettes) :
- 27 Grands Prix disputés 
  - Grand Prix d'Oran, en 1930 sur Bugatti (à Arcole, 1re édition)[1]
  - Grand Prix de la Marne, en 1931 classe 1,5  à   2,0 l sur Bugatti Type 35C (à Reims-Gueux)
  - 2e du Grand Prix du Comminges, en 1925 et 1926 (voiturettes 1,5 l, sur Bugatti Type 22 puis Buc AB6)
  - 3e du Grand Prix de Casablanca, en 1931 sur Bugatti Type 35C
  - 4e du Grand Prix de Dieppe, en 1929 sur Bugatti Type 35C
  - 4e du Grand Prix de Dieppe, en 1931 sur Bugatti Type 35C
  - 4e du Grand Prix de la Baule, en 1932 sur Maserati Tipo 26 M (8C-2500)
  - 5e du Grand Prix de la Marne, en 1931 sur Bugatti Type 35C
  - 5e du Grand Prix de Monza, en 1932 sur Maserati Tipo 26 M (8C-2500)
  - 5e du Grand Prix de Casablanca, en 1932 sur Maserati Tipo 26 M (8C-2500)
  - 5e du Grand Prix du Comminges, en 1932 sur Maserati Tipo 26 M (8C-2500)
  - 6e du Grand Prix de Boulogne, en 1928 sur Bucciali
  - 6e du Grand Prix de Saint-Sébastien, en 1929 et 1930 sur Bugatti Type 35C (Circuit de Lasarte, à Saint-Sébastien)
  - 7e du Grand Prix de l'ACF, en 1930 sur Bugatti Type 35C
  - 7e du Grand Prix de Pau, en 1933 sur Maserati Tipo 26 M (8C-2500)
  - 8e du Grand Prix du Comminges, en 1931 sur Maserati Tipo 26 M (8C-2500)
  - 8e du Grand Prix de Tunisie, en 1932 sur Maserati Tipo 26 M (8C-2500)
  - 9e du Grand prix de Saint-Sébastien sur Buc AB6 en 1927 (4e catégorie moins de 1 100 cm3)[2]
- Courses de côte :
  - Morlaàs (près de Pau), en 1930 sur Bugatti 2,0 l[3]
  - Djebel Mokra (Tanger, Maroc), en 1932 sur Maserati 2,5 l[4].
  - Djebel Mokra (Tanger, Maroc), en 1933[5]